# 棕薮鸲

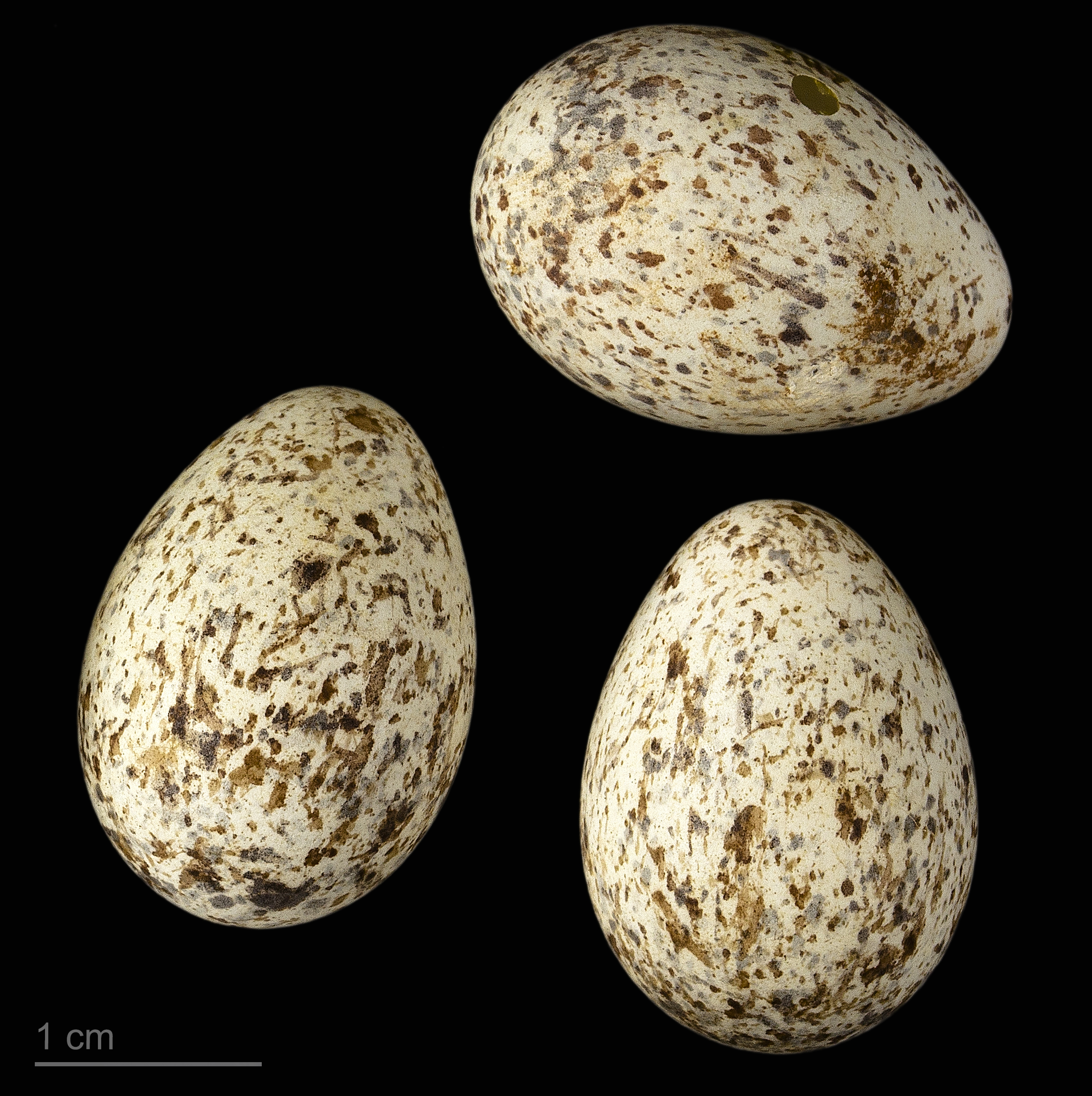
卵 Cercotrichas galactotes

棕薮鸲（学名：Cercotrichas galactotes），是雀形目鹟科的一种鸟类。

## 特征
棕薮鸲体重约20.3克，翼长约85.7毫米，嘴峰长约19.2毫米，喙宽度约3.8毫米，喙厚度约4毫米，跗蹠长约24毫米，尾长约70.5毫米。棕薮鸲是候鸟，其栖息在半开放的灌木丛中，食性为杂食性，主要食物来源是陆生无脊椎动物。

## 亚种
- ：分布于西地中海盆地和北非；在南撒哈拉越冬。
- ：分布于东地中海盆地和中东；在东非越冬。
- ：分布于南高加索至伊朗和巴基斯坦；在南阿拉伯和肯尼亚越冬。
- ：分布于塞内冈比亚至苏丹、厄立特里亚、埃塞俄比亚和索马里北部。
- ：分布于索马里东部（贝拉和瓦格尔山）。[4]